# 川崎祐宣
川﨑 祐宣（かわさき すけのぶ、1904年（明治37年）2月22日 - 1996年（平成8年）6月2日）は、日本の医師・医学教育家・学校経営者・慈善家。総合社会福祉施設を設立して心身障害者の福祉のために尽力した。

## 概要
鹿児島県姶良郡横川村（後の横川町、現霧島市の一部）出身。旧制鹿児島県立加治木中学校、旧制第七高等学校造士館を経て、旧制岡山医科大学（現・岡山大学医学部）を卒業後、勤務医を経て、川崎病院、社会福祉施設旭川荘、医療系学校法人川崎学園などを設立した。後に川崎医科大学附属川崎病院（現・川崎医科大学総合医療センター）病院長を務めた。
岡山県の名誉県民、倉敷市の名誉市民をはじめ、中国において首都医学院（現・首都医科大学）、上海中医学院（現・上海中医薬大学）名誉教授の称号を受けている。